# Karl Ludwig Michelet
Karl Ludwig Michelet (Berlin, 1801. december 4. – Berlin, 1893. december 16.) német filozófus Hegel iskolájából.

## Életútja
1829 óta élete végéig a berlini egyetemen volt a filozófia tanára. Mint személyes tanítványa Hegelnek, leghívebb követői közé tartozott, a mester halála után az iskola liberális (baloldali) ágának egyik kiváló képviselője volt. Számos munkát írt, tanársága első idejében az ókori és újkori filozófia történetére vonatkozókat (1835. a francia Académie des sciences mor. et pol. megjutalmazta Aristoteles metafizikájáról írt művét), később a filozófiának majdnem minden ágát művelte irodalmilag is. Fő műve: Das System der Philosophie, als exacter Wissenschaft (4 rész 5 kötetben, Berlin, 1876-81). 1860-tól 1868-ig szerkesztette a Gedanke című folyóiratot, a tőle alapított berlini filozófiai társaság közlönyét. Önéletrajzi műve: Wahrheit aus meinem Leben (Berlin, 1885).